# Булят, Мариян
Ма́риян Бу́лят (хорв. Marijan Buljat; род. 12 сентября 1981[…], Задар) — хорватский футболист, полузащитник

## Карьера
Начал футбольную карьеру в команде второй лиги «Мосор». Дебютировал в её составе в возрасте 16 лет, но в течение двух сезонов играл лишь эпизодически. В 1999 году перешёл в клуб первой лиги «Риека». Первый матч в чемпионате сыграл в сезоне-2000/01 14 августа 2000 года против «Хрватского Драговоляца» (0:0). В том сезоне выходил на поле 13 раз и помог «Риеке» занять 5-е место в первой лиге.
После окончания хорватского чемпионата перешёл в немецкий «Гройтер Фюрт», но играл только за дублирующий состав. Во время зимнего перерыва вернулся в Хорватию, где стал игроком «Осиека». Стал там одним из основных футболистов, но в 2004 году перешёл в загребское «Динамо». В сезоне-2005/06 забил первый гол в чемпионате в матче против «Загреба» 18 сентября (4:0), в дальнейшем выигрывал с командой чемпионат и кубок Хорватии.
За сборную Хорватии сыграл дважды в 2006 году в товарищеских матчах: против сборной Аргентины 1 марта (3:2) и сборной Польши 3 июня (0:1), оба раза выходил на замену. Был включён в предварительную заявку сборной на чемпионат мира 2006 года, но не попал в число 23, хотя и поехал с командой в Германию на случай травмы одного из включённых в состав игроков.
Брат Юрицы Булята, также футболиста.

## Статистика по сезонам
| Сезон   | Клуб            | Матчи | Голы |
| ------- | --------------- | ----- | ---- |
| 2003/04 | Осиек           | 29    | 0    |
| 2004/05 | Динамо (Загреб) | 26    | 0    |
| 2005/06 | Динамо (Загреб) | 29    | 1    |
| 2006/07 | Динамо (Загреб) | 16    | 1    |
| 2007/08 | Динамо (Загреб) | 16    | 2    |
| 2008/09 | Хайдук          | 29    | 0    |